# Pyöreä-Hakku
Pyöreä-Hakku är en ö i Finland. Den ligger i sjön Kallavesi och i sjön Kallavesi och i  kommunen Kuopio i den ekonomiska regionen  Kuopio ekonomiska region  och landskapet Norra Savolax, i den centrala delen av landet, 300 km nordost om huvudstaden Helsingfors. Öns area är 11,7 hektar och dess största längd är 0,6 kilometer i nord-sydlig riktning.